# André Marcel Ricouard
André Marcel Ricouard (geboren am  14. Februar 1912; gestorben am 30. August 1944 in Wien) war ein französischer Kriegsgefangener, der wegen „Plünderns“ festgenommen, von der NS-Justiz zum Tode verurteilt und im Wiener Landesgericht geköpft wurde.

## Leben
Ricouard kam 1944 als „beurlaubter“ Kriegsgefangener zu Brevillier & Urban im niederösterreichischen Neunkirchen. Der Terminus  „Beurlaubung“ bedeutete freilich nicht, dass er nach Frankreich zurückkehren konnte, sondern nur formal aus der Kriegsgefangenschaft entlassen worden war und den gleichen Lohn wie ein französischer Zivilarbeiter erhielt. Dadurch verlor er jedoch den – zumindest theoretisch bestehenden – Schutz für Kriegsgefangene durch Genfer Konvention und Internationales Rotes Kreuz. Das Fabrikgebäude wurde im Zuge eines US-Bombenangriffs am 30. Mai 1944 schwer beschädigt. Ricouard soll bei den Aufräumarbeiten ein Stück Chromledertreibriemen zur Seite geschafft haben. In der Folge wurden dann in seiner Nähe rund 1,5 Meter Treibriemen – in kleine Stücke geschnitten – entdeckt.
Er wurde Anfang Juni 1944 wegen „Plünderns“ festgenommen und am 25. Juli 1944 nach der „Verordnung gegen Volksschädlinge“ zum Tode verurteilt. Er selbst bestritt die Tat. „Schließlich sollte das Urteil wohl auch eine abschreckende Wirkung haben, da es im Betrieb zuvor zu mehreren Diebstählen gekommen war.“

### Todesurteil und Hinrichtung
Am 25. Juli 1944 wurde Ricouard zum Tode verurteilt:

„Schließlich handelte es sich nicht um eine geringfügige, wertlose Sache des Betriebes. Nach den Angaben des Zeugen Baumann hat der ganze 10 Meter lange Chromlederriemen einen Mindestwert von 350 RM. Infolge der von dem Angeklagten vorgenommenen Zerstückelung ist dieser zwar unbrauchbar für den Betrieb geworden. Die Stücke stellen aber, da sie für Sohlen gebraucht werden können, unter den heutigen Umständen keinen unbedeutenden Wert dar. [...] In diesem Zusammenhang ist noch zu erwähnen, dass für die Firma Brevillier & Urban Treibriemen von besonderem Werte sind, weil in der allerletzten Zeit, unmittelbar vor der Tat des Angeklagten, von den ausländischen Arbeitern sogar ganze, betriebsfähige Treibriemen gestohlen wurden und die Firma ihren gesamten Werkschutz aufbieten musste, um diese Diebstähle einzudämmen. Aus diesem Grunde auch konnte der Diebstahl des Angeklagten nicht als geringfügig bezeichnet werden. [...] Auf Grund der zwingenden Vorschrift des Gesetzes war daher der Angeklagte zum Tode zu verurteilen.“

Am 30. August 1944 wurde er hingerichtet.

## Quelle
- Brigitte Bailer, Wolfgang Maderthaner, Kurt Scholz (Hrsg.): „Die Vollstreckung verlief ohne Besonderheiten“. Hinrichtungen in Wien, 1938 – 1945. Mandelbaum Verlag, Wien 2013, S. 85–86 (online [PDF]).

## Nachweise
1. ↑  „Die Vollstreckung verlief ohne Besonderheiten“, 85

| Personendaten    | Personendaten                                          |
| ---------------- | ------------------------------------------------------ |
| NAME             | Ricouard, André Marcel                                 |
| KURZBESCHREIBUNG | französischer Kriegsgefangener und Opfer der NS-Justiz |
| GEBURTSDATUM     | 14. Februar 1912                                       |
| STERBEDATUM      | 30. August 1944                                        |
| STERBEORT        | Wien                                                   |